# L'Apprentissage du pouvoir
L'Apprentissage du pouvoir (Pilot en version originale) est le premier épisode de la série animée American Dad!.

## Synopsis
Steve est bouleversé au sujet de son manque de popularité. Il se rend compte que les filles sont particulièrement attirées par les garçons ayant des chiens : il convainc alors son père d'en avoir un.